# Омар Ахмед
Омар Ахмед (англ. Omar Ahmed; 29 грудня 1970) — кенійський боксер, учасник Олімпійських ігор.

## Аматорська кар'єра
1994 року Омар Ахмед завоював золоту медаль на Іграх Співдружності.
1995 року став чемпіоном на Всеафриканських іграх.
На Олімпійських іграх 1996 він програв в першому бою Девіду Дефіагбону (Канада) — 4-15.
У листопаді 1996 року став чемпіоном Федерації Співдружності, після чого не показував більше значимих результатів.